# Łucyna
Łucyna (cz. Lučina, dawniej Lucina) – rzeka we wschodnich Czechach, prawy dopływ Ostrawicy. Wypływa z Beskidu Morawsko-Śląskiego w kierunku północno-zachodnim i przepływa przez Dobracice, Wojkowice, Domasłowice Dolne, Łucynę, Żermanice, Błędowice Górne, Hawierzów (Błędowice, Miasto), a dalej skręca na zachód i płynie przez Szonów i Ostrawę (Radwanice, Bartowice) by ujść do Ostrawicy nieopodal zamku w Śląskiej Ostrawie.
W latach 50. w Żermanicach wybudowano na rzece zaporę dla celów przemysłowych. W 1992 objęto ochroną rzeczne meandry na terenie Hawierzowa.
W okolicach górnego i środkowego biegu przebiegała dawniej polsko-czeska granica językowa (w tym zachodnia granica tzw. Zaolzia), dlatego odniesienia do rzeki znajdowały się m.in. w opowiadaniaach polskiego poety Wiesława Adama Bergera pt. Most nad Łucyną, jak też czeskiego Petra Bezruča pt. Pieśni śląskie (Slezské písně), który preferował nazwę Lucina od używanej wówczas Lučina.